# Dány, Pesta
Dány  este un sat în districtul Gödöllő, județul Pesta, Ungaria, având o populație de 4.343 de locuitori (2011). 

## Demografie
Componența etnică a satului Dány
     Maghiari (86,08%)
     Romi (12,12%)
     Necunoscut (0,51%)
     Alții (1,29%)
Componența confesională a satului Dány
     Romano-catolici (65%)
     Fără religie (6,84%)
     Reformați (4,74%)
     Necunoscută (21,87%)
     Alte religii (4,12%)
Conform recensământului din 2011, satul Dány avea 4.343 de locuitori. Din punct de vedere etnic, majoritatea locuitorilor (86,08%) erau maghiari, cu o minoritate de romi (12,12%). Apartenența etnică nu este cunoscută în cazul a 0,51% din locuitori.  Din punct de vedere confesional, majoritatea locuitorilor (65,0%) erau romano-catolici, existând și minorități de persoane fără religie (6,84%) și reformați (4,74%). Pentru 21,87% din locuitori nu este cunoscută apartenența confesională.